# Waleed Bakhet Adam
Waleed Bakhet Adam (in arabo وليد بخيت الشعلة‎?; 11 novembre 1998) è un calciatore sudanese, attaccante dell'Al Borouq.

## Carriera

### Nazionale
Ha esordito con la maglia della nazionale sudanese il 17 ottobre 2015, in una gara contro l'Uganda valida per le qualificazioni al campionato delle Nazioni Africane 2016 e persa 2-0.

## Statistiche

### Cronologia presenze e reti in nazionale
| Cronologia completa delle presenze e delle reti in nazionale ― Iraq | Cronologia completa delle presenze e delle reti in nazionale ― Iraq | Cronologia completa delle presenze e delle reti in nazionale ― Iraq | Cronologia completa delle presenze e delle reti in nazionale ― Iraq | Cronologia completa delle presenze e delle reti in nazionale ― Iraq | Cronologia completa delle presenze e delle reti in nazionale ― Iraq | Cronologia completa delle presenze e delle reti in nazionale ― Iraq | Cronologia completa delle presenze e delle reti in nazionale ― Iraq |
| Data                                                                | Città                                                               | In casa                                                             | Risultato                                                           | Ospiti                                                              | Competizione                                                        | Reti                                                                | Note                                                                |
| ------------------------------------------------------------------- | ------------------------------------------------------------------- | ------------------------------------------------------------------- | ------------------------------------------------------------------- | ------------------------------------------------------------------- | ------------------------------------------------------------------- | ------------------------------------------------------------------- | ------------------------------------------------------------------- |
| 17-10-2015                                                          | Kampala                                                             | Uganda                                                              | 2 – 0                                                               | Sudan                                                               | Qual. campionato Nazioni Africane                                   | -                                                                   | 67’                                                                 |
| Totale                                                              |                                                                     | Presenze                                                            | 1                                                                   |                                                                     | Reti                                                                | 0                                                                   |                                                                     |